# Ramganj
Ramganj è un sottodistretto (upazila) del Bangladesh situato nel distretto di Lakshmipur, divisione di Chittagong. Si estende su una superficie di 169,31 km² e conta una popolazione di  285.686 abitanti (censimento 2011).